# Marine guatémaltèque
La marine du Guatemala (en espagnol : Armada de Guatemala ou Fuerza de Mar) constitue la branche navale des forces armées guatémaltèques l' armée guatémaltèque. Elle a été créée en 1959 par le président Miguel Ydígoras Fuentes, principalement pour les opérations de lutte contre la contrebande et la prévention des incursions dans les eaux guatémaltèques par des navires de pêche étrangers. La marine est en fait la garde côtière du pays et n'a pas de responsabilités ni de capacités en mer. Elle assure la souveraineté nationale dans les eaux territoriales, la zone économique exclusive, les eaux intérieures, les lacs et les rivières de la République, en exerçant un contrôle sur les frontières maritimes afin de contribuer, avec les forces de l'armée de Terre et de l'armée de l'Air, à assurer défense nationale.

## Historique
La Force maritime guatémaltèque opère à partir de deux régions navales et maritimes, qui sont :
- Le Commandement naval des Caraïbes (CNC) est basé dans le port de Santo Tomás de Castilla, dans le Département d'Izabal. Sa zone de responsabilité comprend les eaux intérieures, la mer territoriale, la zone contiguë et la zone économique exclusive de la mer des Caraïbes, ainsi que les rivières et les lacs qui se jettent dans le golfe du Mexique et le golfe du Honduras.
- Le Commandement naval du Pacifique (CNP) est basé à Puerto Quetzal, dans le Département d'Escuintla. Sa zone de responsabilité opérationnelle comprend les eaux intérieures, la mer territoriale, la zone contiguë et la zone économique exclusive de l'océan Pacifique, ainsi que les lacs et les rivières du bassin pacifique.

Elle comprend aussi des forces spéciales navales, la Fuerza Especial Navall (FEN), qui est basée à Puerto Quetzal. Le Grupo des Operationas Especiales (GOE) opère sur les deux côtes et est chargé de la lutte contre le trafic de drogue en mer lors d'opérations de sécurité maritime et de patrouille. Elle a été créée par la CIA en 1982/83.

## Flotte
La marine guatémaltèque compte environ 50 unités de surface qui proviennent des USA  dont :
- 1 patrouilleur côtier de 32 m (Classe Broadsword) : Kukulcan (GC 1051)[1]
- 2 bateaux de patrouille de 20 m (classe Dabur) : Utatlán (GC 851) et Subteniente Osorio Sarvia (GC 852)
- 6 bateaux de patrouille (classe Cutlass) : Tecún Umán (GC 651), Kaibil Balar (GC 652), Azumanche (GC 653), Tzacol (GC 654), Bitol (GC-655) et Gucumatz (BH 656)
- 1 vedette rapide de 10 m (Classe Dauntless) : Iximche[2]
- 8 bateaux de patrouille de 38 m (Classe Vigilant, ex-USCGC) : GC-271 à GC-278
- 16 patrouilleurs fluviaux :
- 2 embarcation de débarquement (classe Machete) : Picuda  (D 361) et Barracuda (D 362)
- 1 navire de débarquement amphibie BAL-C: Quetzal (BL-1601)
- 1 ferry : 15 de Enero (T 691)
- 2 voiliers-école : Margarita et Ostuncalco
- 1 bateau-école à moteur : Mendieta

## Galerie

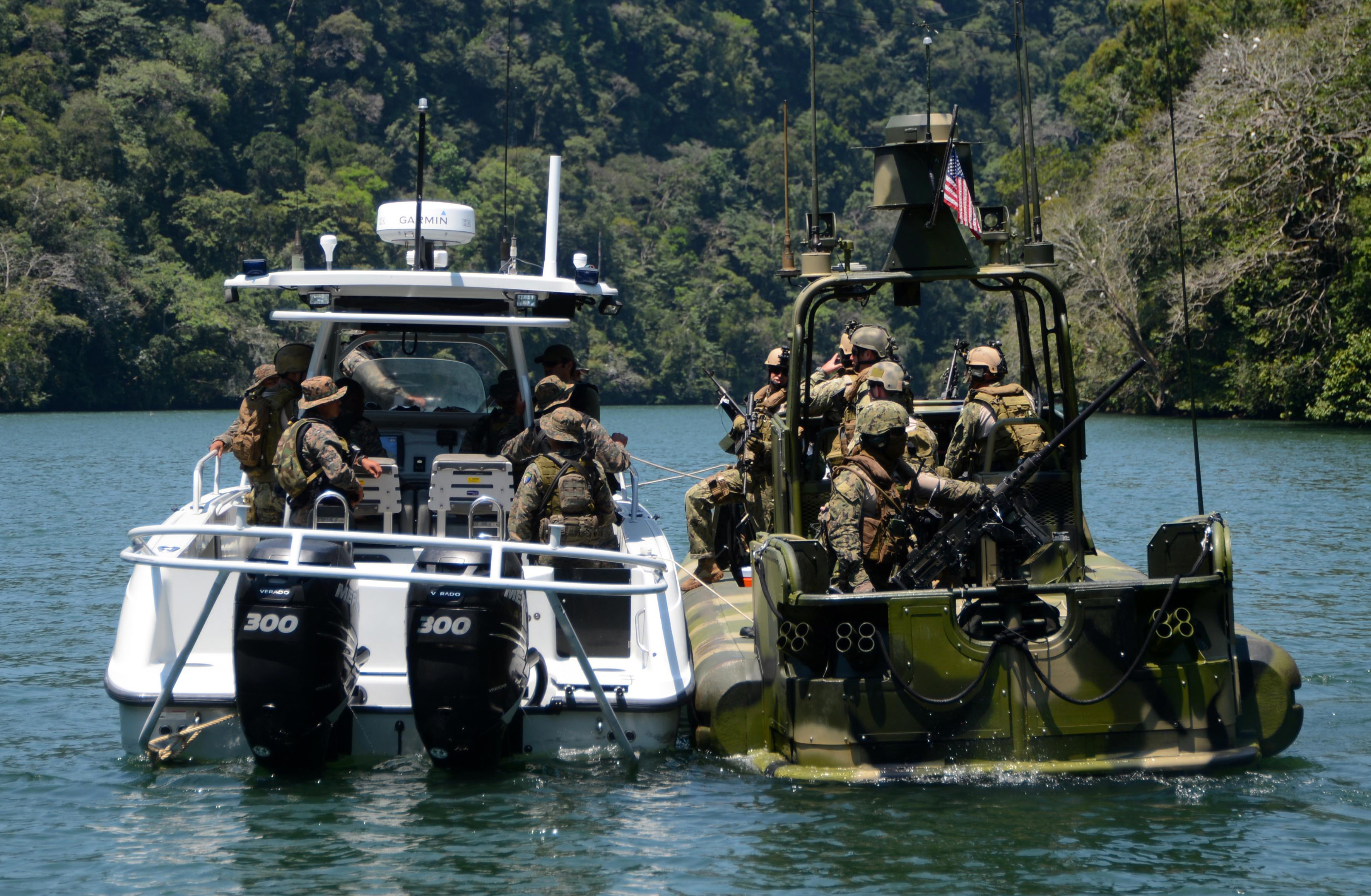
Patrouille fluviale
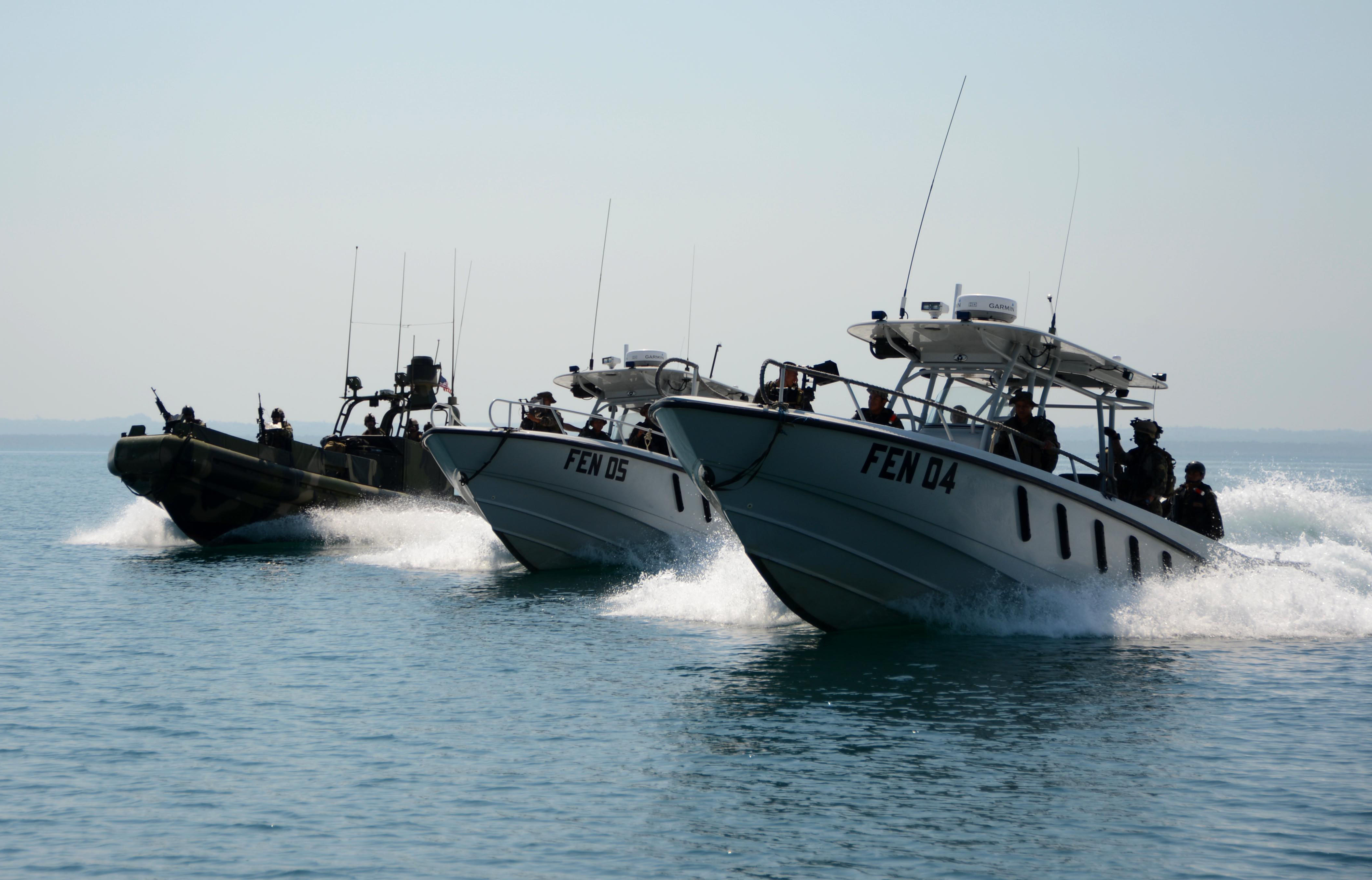
Fuerza Especial Naval